# Церква Святого Миколая, Гребньово
Церква святого Миколая у Гребньові (рос. Церковь святого Николая в Гребнёве) — пам'ятка архітектури початку 19 ст. в колишній садибі Бібікових Гребньово, остання зі споруд садибного ансамблю доби класицизму.

## Історія побудови
На земельній ділянці поряд колись стояла дерев'яна церква в ім'я Св. Миколая 1773 року побудови. До закінчення будівництва нового кам'яного храму в ім'я того ж святого дерев'яну церкву не чіпали. Дерев'яний храм розібрали лише за наказом архієпископа Філарета.
З архівних розшуків відомо, що 1816 року на роботу в багату садибу був запрошений архітектор Ігнатій Іванович Ольделлі (бл. 1795-після 1840). Молодий на той час архітектор брався вибудувати нову садибну церкву, а також дзвіницю та перебудови в садибних палаці і флігелях як зовні, так і в середині. Будівельний сезон розпочали вже влітку 1817 року.
Молодий архітектор не міг бути автором проекту нової садибної церкви через надто довершений зразок споруди. Та й документів, котрі би підтверджували авторство Ольделлі — не знайдено. Проект створив якийсь сторонній архітектор, а молодий архітектор лише втілював чужий і довершений задум (звична тогосчасна практика). Але дослідники розійшлися в думках щодо автора, запропоновані кандидатури — такі :
- Андрій Вороніхін (1759—1814) за думкою М. В. Дьяконова
- Ігнатій Іванович Ольделлі (бл. 1795-після 1840)
- Олександр Сергійович Кутепов (1781—1855), учень Доменіко Жилярді — за думкою В. Л. Снегирьова.

## Опис споруди
За поземним планом — це симетричний восьмикутник. Навколо високої і широкої дзвіниці вибудована обхідна, гранчаста галерея. Відокремлена лише вівтарна частина зі сходу. Храм має вісім осей і вибудований як центричний, що має всі фасади головними. Функціонально головує лише західний фасад, практично однаковий за рішенням і формами з іншими.
Церква належить до місцевого московського типу храму «під дзвони», тобто коли дерев'яну чи кам'яну церкву вінчає дзвіниця з одною банею (замість традиційних п'яти). Архаїчний тип в садибі Гребньово був осучаснений використанням форм пізнього класицизму і детально проробленим пропорціонуванням. Кожний з чотирьох фасадів церкви прикрашають солідні чотириколонні портики. Висока дзвіниця має відкритий ярус для дзвонів, над яким розташований закритий додатковий поверх. Останній критий куполом з люкарнами і архітектурним ліхтариком. Лише останній має невелику цибулясту главку з хрестом. Велична дзвіниця стане головним висотним об'ємом усього садибного ансамблю.
По закінченню будівництва на земельній ділянці висадили дерева і створили садок.

## Інтер'єр
Облаштуванню храму зовні і з середини приділили велику увагу. В період 1819-1821 рр. були потиньковані всі фасади та розпочаті декоративні роботи в інтер'єрі. Бенедикт Прокофійович Баринов створив 1821 року ікони для іконостаса. Ліплені деталі створив декоратор Тимофій Тимофійович Рибаков, той, що працював у Доменіко Жилярді під час праці останнього по ремонту і відновленню споруди старого приміщення Московського університету на вулиці Моховая навпроти Кремля. Рельєфи на фасаді на теми Нового і Старого заповітів створив скульптор Гавриил Тихонович Замараев (1758—1823) до 1841 року. Ще 1818 року будівельний майдан і садибу відвідав сам Доменіко Жилярді (1785—1845). Згодом він брав участь в створенні пишної декорації інтер'єру в стилі ампір.